# 安養東安警察署
安養東安警察署（アニャンドンアンけいさつしょ）は、京畿南部地方警察庁所管の警察署である。

## 管轄区域
- 安養市のうち東安区

## 沿革
- ?年 - 安養警察署として開設
- 2009年 7月23日 - 安養東安警察署に改称。

## 管轄地区隊
- 飛山地区隊
- 葛山地区隊
- 仁徳院地区隊

## 管轄派出所
- 虎渓派出所
- ポムゲ派出所
- 平安派出所